# Sceaux-d’Anjou
Sceaux-d’Anjou település Franciaországban, Maine-et-Loire megyében. Lakosainak száma 1161 fő (2022. január 1.). Sceaux-d’Anjou Chenillé-Champteussé, Écuillé, Feneu, Grez-Neuville, Thorigné-d’Anjou, Les Hauts-d’Anjou és Longuenée-en-Anjou községekkel határos.

## Népesség
A település népessége az elmúlt években az alábbi módon változott:
| Lakosok száma | 503  | 607  | 710  | 769  | 1132 | 1171 | 1195 | 1180 | 1174 | 1161 |
|               | 1968 | 1982 | 1990 | 2006 | 2013 | 2015 | 2017 | 2019 | 2020 | 2022 |